# Chính sách thị thực của Angola

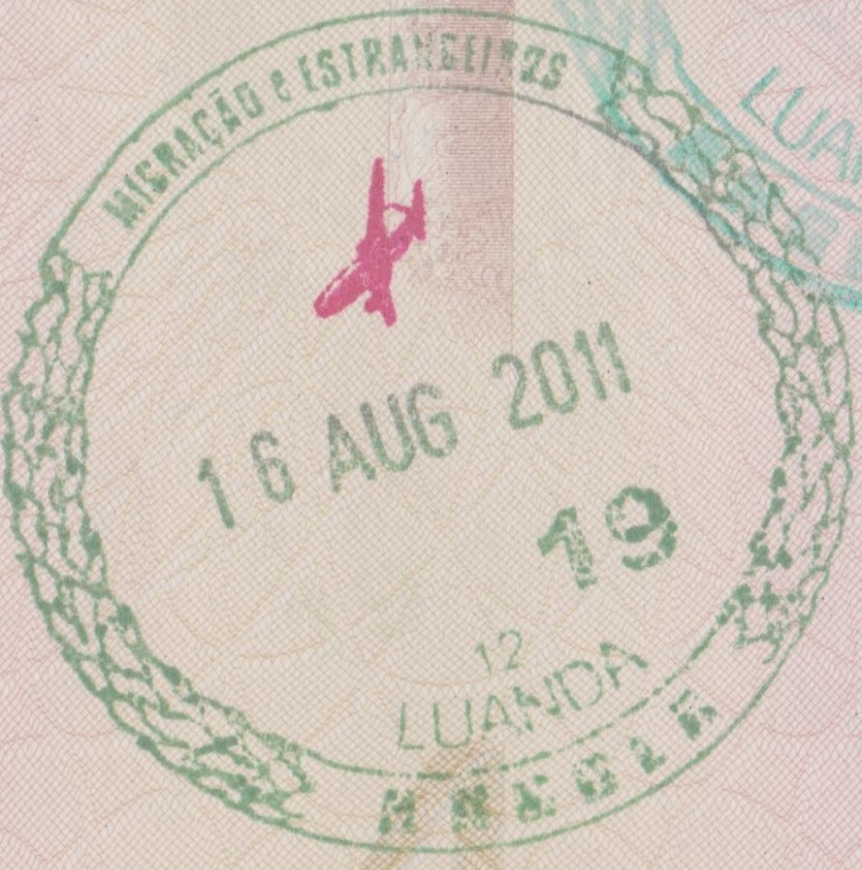
Dấu nhập cảnh Angola

Du khách đến Angola phải xin thị thực từ một trong những phái bộ ngoại giao Angola trừ khi họ đến từ một trong những quốc gia được miễn thị thực.
Thị thực du lịch phải được sử dụng trong vòng 60 ngày từ ngày được cấp và có hiệu lực trong 30 ngày, trong thời gian này có thể gia hạn một lần với quãng thời gian là 30 ngày. Hộ chiếu phải có hiệu lực ít nhất 9 tháng và 2 trang trống. Quá cảnh không cần thị thực được cho pháp nếu tiếp tục chuyến đi đến quốc gia tiếp theo trên cùng một máy bay hoặc máy bay kết nối đầu tiên và không rời sân bay.
Angola được dự kiến trở thành một phần của khối thị thực chung KAZA visa.

## Bản đồ chính sách thị thực

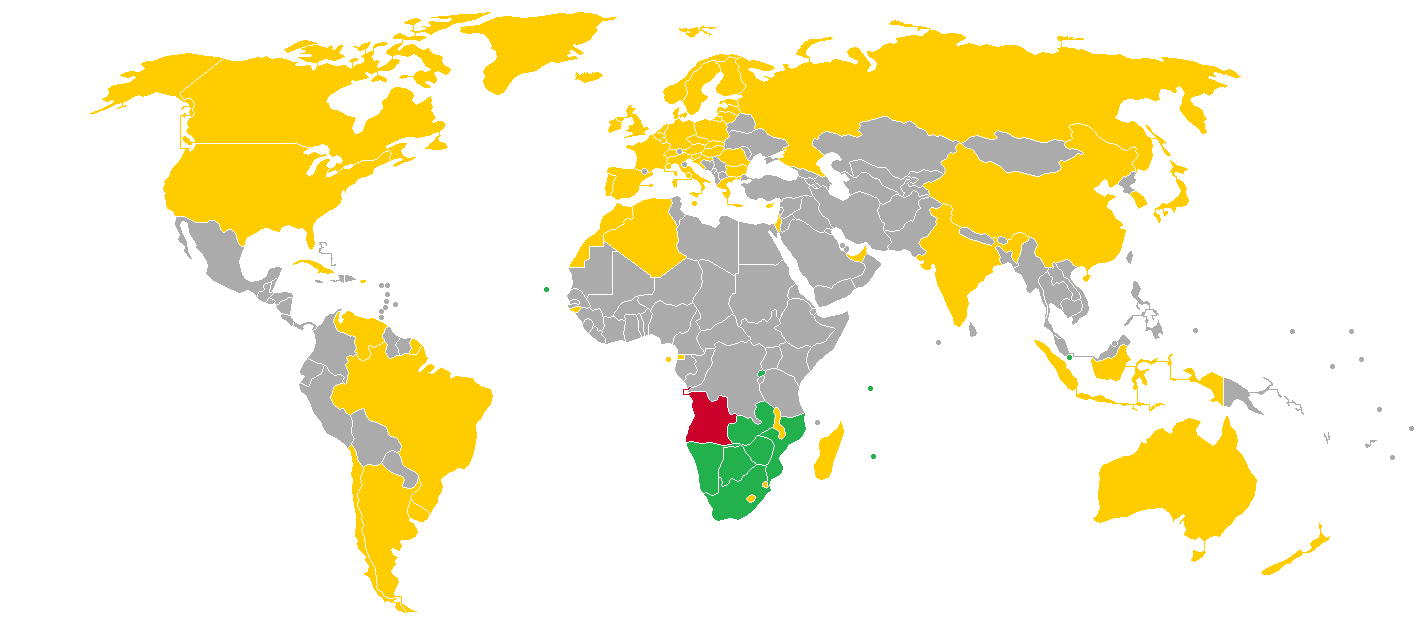
Chính sách thị thực Angola
Angola
Miễn thị thực
Thị thực tại cửa khẩu có chuẩn bị trước
Miễn thị thực với người có hộ chiếu ngoại giao hoặc công vụ
Cần xin thị thực

## Miễn thị thực

### Hộ chiếu phổ thông
Công dân sở hữu hộ chiếu phổ thông của 3 quốc gia sau được miễn thị thực đến Angola:
| - Mozambique (30 ngày) - Namibia - Nam Phi (30 ngày mỗi lần, tối đa 90 ngày 1 năm) |

| Ngày thay đổi thị thực                                         |
| -------------------------------------------------------------- |
| Không rõ: Namibia - 1 tháng 12 năm 2017: Mozambique và Nam Phi |

Miễn thị thực qua lại với  Zimbabwe được dự kiến áp dụng vào năm 2018.

### Hộ chiếu ngoại giao và công vụ
Người sở hữu hộ chiếu ngoại giao hoặc công vụ của các quốc gia sau có thể đến Angola không cần thị thực:
| - Ai Cập - Algeria - Argentina - Bồ Đào Nha - Brasil - Cabo Verde - Cuba - Guinea-Bissau - Hàn Quốc - Mozambique | - Nam Phi - Nga - Pháp - Sao Tome và Principe - Thụy Sĩ - Trung Quốc - Việt Nam - Ý - Zambia |  |

Thỏa thuận miễn thị thực cho hộ chiếu ngoại giao và công vụ được ký với  Congo và  Indonesia và hộ chiếu ngoại giao của  Maroc nhưng chưa có hiệu lực.

## Thống kê du khách
Hầu hết du khách đến Angola với mục đích du lịch đến từ các quốc gia sau:
| Quốc gia/Vùng lãnh thổ | 2015    | 2014    |
| ---------------------- | ------- | ------- |
| Bồ Đào Nha             | 82.629  | 219.258 |
| Nam Phi                | 49.424  | 56.852  |
| Trung Quốc             | 76.016  | 49.965  |
| Brasil                 | 70.184  | 44.001  |
| Namibia                | 61.505  | 25.079  |
| Pháp                   | 20.097  | 18.806  |
| Anh Quốc               | 14.267  | 18.363  |
| DR Congo               | 13.824  | 692     |
| Congo                  | 11.432  | 613     |
| Ấn Độ                  | 9.170   | 6.464   |
| Ý                      | 9.150   | 17.274  |
| Tổng                   | 592.495 | 594.998 |